# Das neue Europa
Das neue Europa. Der slawische Standpunkt von Tomáš Garrigue Masaryk ist ein Buch, das „das Kriegs- und Friedensprogramm, das die tschechoslowakische Propaganda leitete, in seiner authentischen Fassung“ enthält. Es wurde 1917 in Sankt Petersburg unter dem Titel Nová Evropa geschrieben, erschien als Teildruck in Russland 1918, die überarbeitete und ergänzte englische (The new Europe. The Slav standpoint.) und französische Ausgabe (L'Europe nouvelle) ebenfalls 1918 als Manuskriptdruck ohne Verbreitung auf dem Büchermarkt, die tschechische 1920 (Nová Evropa. Stanovisko slovanské) und die deutsche Übersetzung 1922.

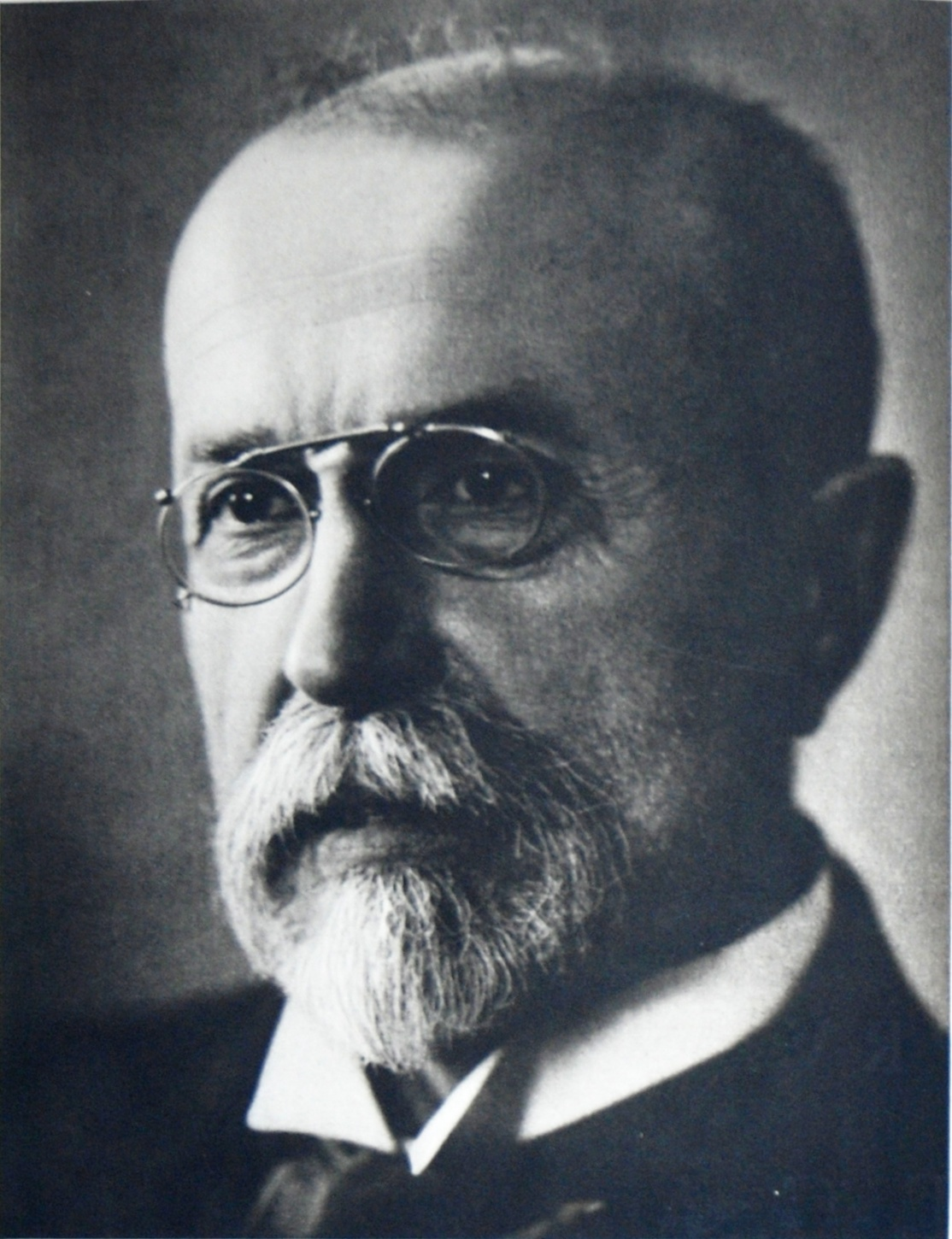
Tomáš Garrigue Masaryk 1918

## Inhalt

### Vorbemerkung
Bei der tschechischen Veröffentlichung 1920 hat das Buch für Masaryk die Bedeutung eines geschichtlichen Dokuments, und zwar für die auswärtige Propaganda, die am 28. Oktober 1918 zur Gründung der Tschechoslowakei führte. Ursprünglich war es den Soldaten der Tschechoslowakischen Legionen gewidmet, um ihnen „die prinzipiellen Probleme des Krieges klarzumachen“ (S. 7). Obwohl es als Kampfschrift angelegt gewesen sei, meinte Masaryk 1920, dass er darin seine wissenschaftliche Bedächtigkeit nicht verloren habe und seinen politischen Gegnern und Feinden gegenüber den politischen Anstand und Gerechtigkeit gewahrt habe (S. 6).

### Teil 1: „Die geschichtliche Bedeutung des Krieges“
Im vierten Kriegsjahr geht Masaryk von 25 Millionen in der Statistik aufgeführten Gefallenen, Verwundeten, Gefangenen und Vermissten aus. Wegen dieses Tributs scheint es für ihn unmöglich, dass „die bisherige Staaten- und Völkerorganisation, aus der sich dieser Krieg ergeben hat, ungeändert bleibe“. Durch diesen „Weltkrieg“ (S. 9 f.) hätten sich die Internationalität und die demokratische Welt- und Gesellschaftsauffassung gestärkt; die Mehrheit der Menschen befinde sich auf der Seite der Alliierten gegen das Deutsche Kaiserreich und Österreich-Ungarn.
Er habe den Krieg vorausgesehen, weil er die beiden Länder sorgfältig beobachtet und die pangermanische Bewegung studiert habe. Der Pangermanismus habe sich zuletzt aus den in Deutschland weit entwickelten Gesellschaftswissenschaften als Philosophie und Politik der Deutschen organisiert. „Lagarde ist sein führender philosophischer und theologischer Wortführer, Treitschke sein Historiker, Kaiser Wilhelm sein Politiker“ (S. 13). Über die erfolgreiche Industrielle Revolution in Deutschland und den in die ganze Welt gehenden deutschen Handel habe sich der Gedanke einer Weltherrschaft als „pénétration pacifique“ (= friedliche Durchdringung) entwickelt (S. 15) (vgl. hierzu Mitteleuropa). Lagarde habe Österreich nach 1866 als eine deutsche Kolonie verstanden, Österreich sei für Deutschland zur „Brücke“ auf den Balkan und in das nähere Asien und Afrika geworden. Daraus habe sich der Begriff eines Zentral-Europa unter deutscher Führung durchgesetzt (Erwähnung Friedrich Naumanns und seines Buches „Mitteleuropa“ von 1915 auf S. 97). Ein österreichischer Pangermane habe das Schlagwort-Programm „Berlin-Bagdad“ (siehe Bagdadbahn) geprägt (S. 16 f.).
Am nachdrücklichsten würden aber die slawischen und andere Grenzländer des westlichen Russlands in Anspruch genommen (S. 18). Von Friedrich Ratzel hätten die Pangermanen die Geopolitik gelernt und gingen mit ihm davon aus, dass ein Landstrich, der geologisch deutschem Gebiet gleiche, den Deutschen als „Herrenvolk“ zukomme (S. 24). So setze Preußen die Wiederherstellung des deutschen Imperiums des Mittelalters fort. Preußen und Österreich seien nämlich durch den Drang nach Osten geprägt. Ursprünglich sei Deutschland unter Karl dem Großen nur bis an Elbe und Saale deutsch gewesen; der slawische Teil sei „im Lauf der Jahrhunderte gewaltsam germanisiert und kolonisiert“ worden, weshalb Treitschke den Sinn der deutschen Geschichte  in der Kolonisationstätigkeit sehe (S. 37). Dieser deutsche Drang nach Osten richte sich von Preußen und Österreich aus gegen die so genannte Kleinvölker-Zone nach Osten und Südosten: „der deutsche Drang nach dem Osten ist durch viele deutsche Kolonien bezeichnet, die wie Zwingburgen in das fremde Territorium eingekeilt sind“ (S. 43).
Demgegenüber würden in diesem Weltkrieg die konstitutionellen, die demokratischen und republikanischen Staaten mit Amerika an der Spitze für das Selbstbestimmungsrecht der Völker kämpfen (S. 36).

### Teil 2: „Das nationale Prinzip“

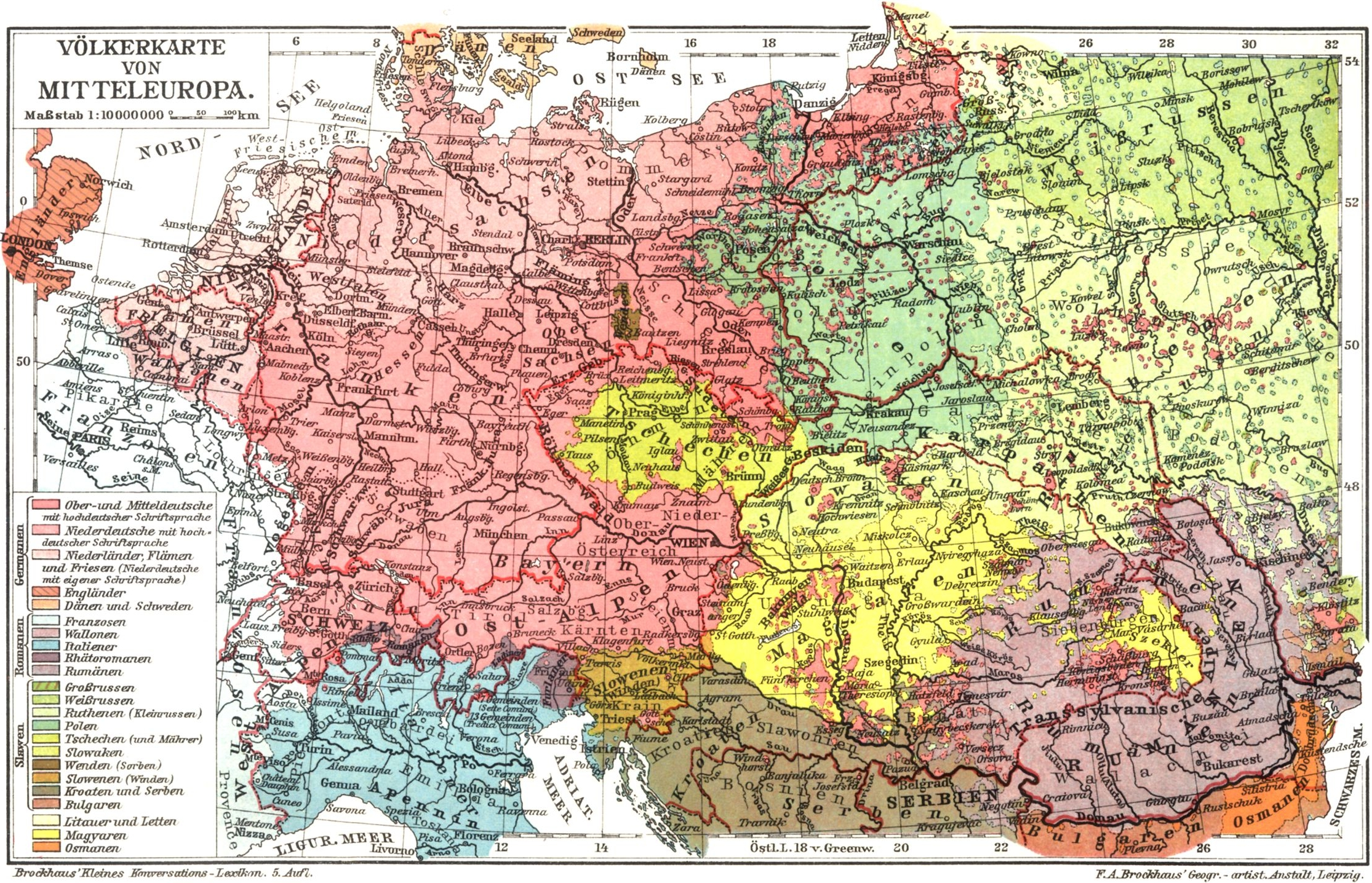
Völker in Mitteleuropa 1901

Das nationale Prinzip sei grundlegend zum Verständnis des Krieges und des angestrebten richtigen Friedens. Es habe sich seit dem 18. Jahrhundert im gesamten Leben Geltung verschafft. Seit der Französischen Revolution würden die Historiker überall in Europa das nationale Erwachen registrieren. Auch die flämische, norwegische und irische Frage hätte da ihren Ursprung. Seit Reformation und Renaissance seien die jeweiligen Nationalsprachen gegenüber dem Lateinischen und Französischen zu Trägern nationaler Kulturmacht geworden (S. 47).
Zwischen Nationen und Staaten gebe es aber ein Missverhältnis insofern, als alle größeren Staaten in der Regel gemischt seien. „Die Gemischtheit nimmt in der Richtung von Westen nach dem Osten zu“ (S. 53). Nur in Österreich-Ungarn wie zuvor in der Türkei herrsche mit Hilfe der Armee und durch die Autorität der Dynastie eine Minderheit als herrschendes Staatsvolk über die Mehrheit anderer Nationen. Deshalb sei die Nation eine demokratische Organisation: „(...) jeder einzelne ist berufen, jeder kann sich zur Geltung bringen; der Staat ist eine aristokratische, Zwangsmittel anwendende, unterdrückende Organisation: demokratische Staaten sind erst im Entstehen begriffen“ (S. 54).
Die Pangermanen unter einem ihrer Anführer, Ernst Hasse, würden dieses nationale Prinzip nicht anerkennen, indem sie den Staat über die Nation stellen und dabei nur die Deutschen sehen: Sie müssten ihre Grenzen berichtigen, ihrer anwachsenden Bevölkerung Brot verschaffen und wegen der Umzingelung durch andere Nationen Militaristen sein (S. 62).
 Um den kleinen Staaten Gerechtigkeit widerfahren zu lassen, gehe es um die Schaffung einer wirklichen Föderation, in der die Völker sich frei und nach Wunsch miteinander verbinden (S. 70). Auf dieser Ebene neige Europa „entschieden einer kontinentalen Organisation zu“ (S. 73 f.), denn die Menschheit sei nichts Übernationales, sondern die Organisation der einzelnen Nationen.
Dieser staatlichen Nationenbildung sei nicht dadurch abzuhelfen, dass nationale Minderheiten ausgesiedelt würden, wie es das Beispiel des Zionismus und das Auswanderungswesen nahelegten (S. 83). Hier habe auch der Marxismus zu lernen (S. 83–88). Für die Pangermanen seien Massenemigration und Umsiedlung geläufige Forderungen (S. 106, 147).

### Teil 3: „Die osteuropäische Frage“
Der Krieg sei eine blutige, der Welt anschaulich erteilte Lektion, „dass das vornehmste Problem des Krieges die Rekonstruktion Osteuropas auf nationaler Grundlage ist“ (S. 90), denn „in diesem Kriege bilden das verpreußte Deutschland, Österreich-Ungarn und die Türkei eine einzige Liga gegen Europa, eine antinationale, undemokratische, dynastische, eroberungssüchtige Liga“, und „die deutsche, auf Eroberung ausgehende Kolonisation ist gerade gegen den Osten gerichtet“ (S. 91–93). Ziel des Krieges müsse vor allem die Auflösung Österreich-Ungarns sein, damit eine „wirkliche Durchführung des Selbstbestimmungsrechts der Nationen“ erreicht werde, die gleichzeitig „der größte Schlag für das preußische Deutschland“ wäre (S. 103). Deshalb müsse verhindert werden, dass die Deutschen den Osten beherrschen (siehe Ober Ost). Damit wären sie in der Lage, mit Frankreich und England und später mit den Vereinigten Staaten abzurechnen (S. 107).
Preußen stellt für Masaryk „weltlichen Jesuitismus“ dar, indem es die mittelalterliche Theokratie mit allen Mitteln zu erhalten versuche (S. 113). Auch Russland habe seit Jahrhunderten gegen den Westen und die Kleinvölkerzone gedrängt. Allerdings sei der soeben abgeschlossene Frieden mit dem revolutionären Russland unehrenhaft: „Wilhelm setzt sich mit Trotzki an einen Tisch, er, der legitime Monarch, mit dem Revolutionär, dem  Juden, der in der deutschen Armee nicht einmal Offizier werden könnte“ (S. 111). Jetzt sei es so, dass die kleinen Nationen Russland als Stütze brauchen, um nicht in die Botmäßigkeit Deutschlands zu geraten (S. 122). Russland sei aber nicht zum Schutze berufen, da es zwar den Zar beseitigt, nicht aber den Zarismus überwunden habe (S. 125).
Böhmen habe unter den slawischen Nationen immer eine besondere Rolle gespielt. Im Unterschied zu den Elbslawen und denen an Ostsee und in Schlesien hätten sich die Tschechen ihre Selbstständigkeit bewahrt. Otto von Bismarck habe gesagt, „derjenige sei der Herr von Europa, der Böhmen in seiner Macht habe (...). Ein Böhmen mit der Slowakei steht dem Plane Berlin-Bagdad im Wege“, denn über Prag oder Oderberg führe der kürzeste Weg nach Istanbul, Saloniki oder Triest wie auch nach Wien und Budapest (S. 130).
In dem alldeutschen Konrad von Winterstetten zeige sich ein den Tschechen und Slowaken besonders feindselig gesinnter Publizist. Dabei hätten aber vor allem die Polen unter Preußen zu leiden (S. 160).
Durch seine geographische Lage in Europas Mitte und durch seinen angestammten Kampf gegen den deutschen Drang nach Osten sei das tschechische und slowakische Volk jedoch die Vorhut aller osteuropäischen Nationen (S. 158). In ihrem hohen kulturellen Stand stünden beide ihren Bedrückern in nichts nach (S. 145), weshalb ihr Selbstbestimmungsrecht eine Forderung politischer Gerechtigkeit sei.
Sähen die Pangermanen in den befreiten Polen, Böhmen, Slowaken und Jugoslawen eine Barriere gegen ihren Drang nach Osten, so sei das nur insofern richtig, als es nicht um eine Barriere oder Pufferstaatenrolle gehe (siehe Cordon sanitaire), sondern darum, füreinander gleichberechtigte, loyale Nachbarn zu sein (S. 165).
Da Böhmen „ein besonderer Fall eines national gemischten Landes“ sei, werde darauf zu achten sein, trotz der Betonung des Nationalitätenprinzips die Minderheiten, „insbesondere auch die deutschen“, zu behalten. Denn es gebe keine einfachen ethnografischen Grenzen (S. 145 f.).

### Teil 4: „Krieg bis ans Ende“
Da es um die demokratische Organisation Europas gehe, müssten das preußische Deutschland und das verpreußte Österreich-Ungarn besiegt werden. „Im Interesse eines dauernden Friedens ist daher der Krieg bis ans Ende notwendig“ (S. 170). Die Schuld Österreichs und Deutschlands am Kriegsausbruch stehe ohne jeden Zweifel fest (S. 177). Dafür stünden als Beispiele auch General Friedrich von Bernhardi, führender Befehlshaber an der Ostfront, oder Maximilian Harden, der gesagt habe: „Wir haben diesen Krieg gewollt“ (S. 178).

### Teil 5: „Das neue Europa (Resümee)“

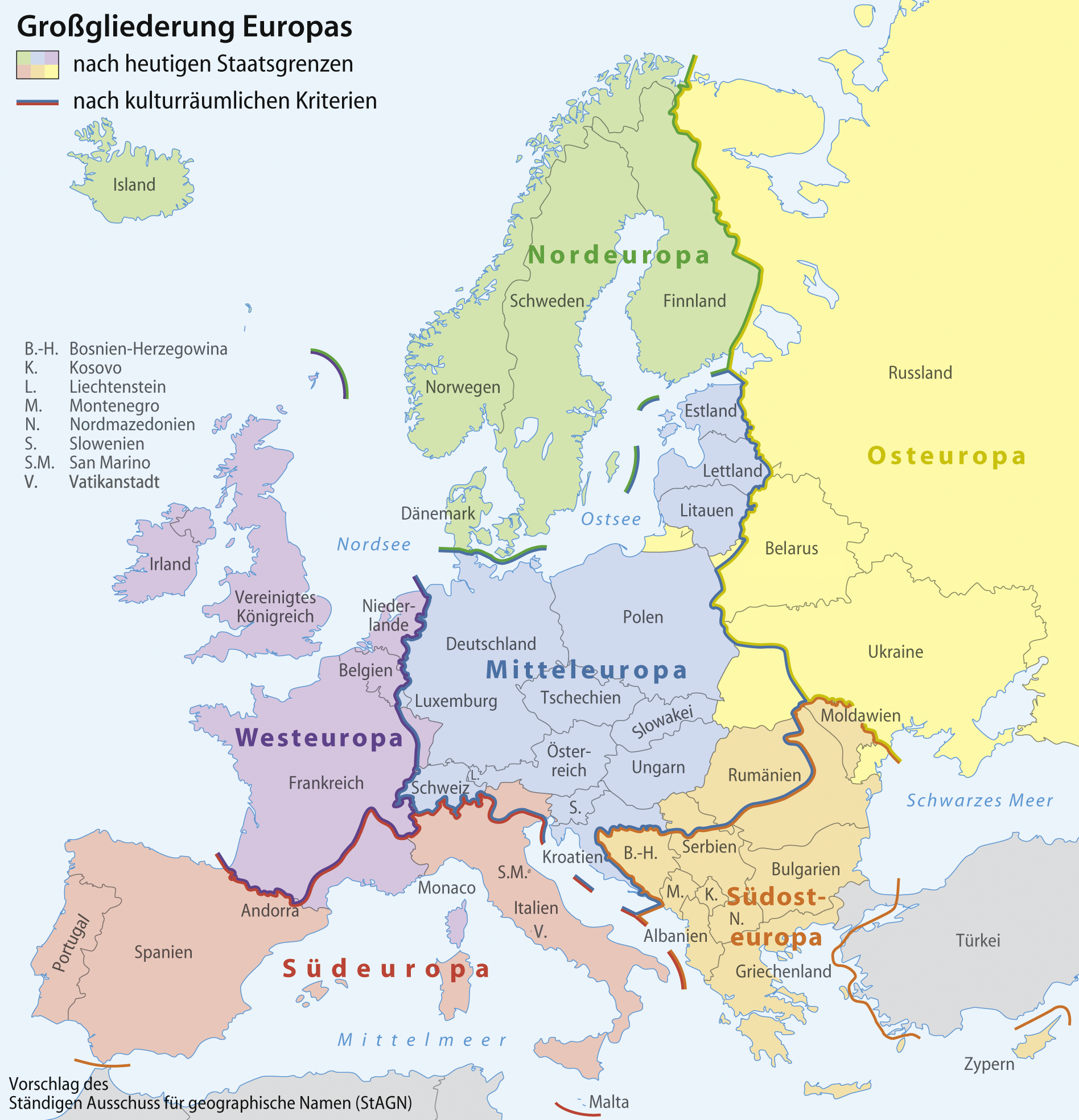
Vorschlag des Ständigen Ausschusses für geographische Namen zur Untergliederung Europas (2008)

Das deutsche Volk müsse gezwungen werden, sich auf seine eigenen Hilfskräfte zu bescheiden und seine Nachbarvölker nicht mehr auszubeuten. Dann habe es teil am demokratischen Programm der Alliierten, welches aus den Humanitätsidealen abgeleitet sei.
Da das bisher geltende Prinzip der Nichteinmischung in die inneren Angelegenheiten anderer Länder auch diesen Krieg verursacht habe, bedürfe es der Einrichtung eines internationalen Tribunals, „welches die kulturelle Entwicklung der Nationen und die Organisierung der internationalen Wechselseitigkeit kontrollieren wird (Völkerbund)“ (S. 189, 199). Denn nach den gegenwärtigen Verhältnissen seien rein nationale Staaten nicht gegeben und nationale Minderheiten würden aus wirtschaftlichen und Verkehrsgründen weiterhin bestehen bleiben. Deshalb könne erst eine fortschrittliche Entwicklung „im Laufe der Zeit eine Revision und Neuordnung der Minoritätenfragen ermöglichen“ (S. 187), denn bei den Nationalitätenfragen sei „jede einzelne ein Problem für sich“ (S. 191).
Zunächst einmal habe die Theokratie der Demokratie zu weichen, wobei die Religion vom Staate getrennt werden müsse. Denn „Jesus, nicht Caesar“ laute die Losung des demokratischen Europas (S. 201, letzter Satz des Buches).

## Wirkung
Wie es ebenfalls in der polnischen Westforschung geschah, entwirft Masaryk einen bis ins Mittelalter veranschlagten gewaltsamen „deutschen Drang nach Osten“. Masaryk bezieht sich dabei immer wieder auf zeitgenössische alldeutsche Publizisten oder Argumente deutscher Historiker, aus denen eine Verachtung der Slawen spricht. Immer wieder erwähnt er Paul de Lagarde, Eduard von Hartmann und Theodor Mommsen und deren feindliche und gewalttätige Äußerungen: Hartmann: „Ausrotten!“ an die Adresse der Polen; Theodor Mommsen: „auf den Schädel schlagen“ an die Adresse der Tschechen (S. 26 und öfter). Darin spiegeln sich die Reaktionen auf die Unabhängigkeitsbestrebungen von Polen und Tschechen, auf die in der Frankfurter Nationalversammlung am deutlichsten Wilhelm Jordan geantwortet hatte, indem er voller Stolz eine tausendjährige Eroberungsgeschichte beschwor, während der die Slawen von Elbe und Saale aus Deutschland verdrängt wurden.
Dieser geschichtliche Rückgriff wird heute ausgelassen, wenn das am Ende des Zweiten Weltkrieges einsetzende Vertreibungsgeschehen thematisiert wird und Heimatvertriebene zu Wort kommen. In einer Pressemeldung der „Deutschen Weltallianz“ heißt es zum Beispiel 2009, indem nur mehr die slawische Reaktion zur Kenntnis genommen wird, dass „das deutsche Siedlungswerk in Ost-, Ostmittel- und Südosteuropa, das teilweise auf eine 800-jährige Geschichte zurückblickte, als Akt einer brutalen Germanisierung zur Unterdrückung und Ausbeutung der slawischen Völkerschaften dargestellt“ worden sei.
„Masaryk warnte sogar vor einer ‚pangermanischen Weltherrschaft‘, deren ‚Drang nach Osten‘ schier unstillbar sei. Edvard Beneš, tschechoslowakischer Außenminister und Präsident nach dem Zweiten Weltkrieg, bezeichnete die Deutschen im Sudetenland als ‚Kolonisten oder Abkömmlinge von Kolonisten‘, die sich ‚in Böhmen künstlich festgesetzt‘ hatten. Die Rede von der Entgermanisierung altslawischen Bodens machte die Runde.“
Der tschechische Politologe und Publizist Bohumil Doležal präsentierte 1998 eine kritische Sicht auf Masaryks Gesamtkonzept von Politik, indem er zunächst festhielt, dass das von Masaryk entfaltete Engagement in der kriegerischen Auseinandersetzung auf der Seite der Kräfte der Demokratie, auf der Seite der Entente, aus dem Verlauf tschechischer Geschichte logisch erscheine, weil die Tschechen seit der Hussitenbewegung auf der Seite der Demokratie gestanden hätten. Diese Ideologie habe zunächst ihre positiven Effekte für die Verwirklichung des tschechischen Selbstbestimmungsrechts gehabt.
„Zugleich lieferte aber die überexponierte Vorstellung des ‚Bollwerks der Demokratie‘ in Mitteleuropa die ideologische Grundlage zu politischen Taten, in denen sich der Komplex des kleinen Volkes reflektierte, das Angst hat und annimmt, dass es durch autoritäre Maßnahmen größer werden kann, und diese es von der Angst befreien werden. Die tschechoslowakistische Ideologie ermöglichte es den Tschechen, (vorübergehend) die langjährigen Bemühungen um die Einverleibung der Slowakei erfolgreich abzuschließen. Sie glaubten, im Demokratismus die Legitimierung zur Annexion ausgedehnter deutscher, ungarischer und polnischer Gebiete zu finden. Die Zugehörigkeit zu einem vom Wesen her demokratischen Staatsgebilde sollte für diese Volksgruppen zugleich eine Ehre und ein ausreichender Ersatz dafür sein, dass sie außerhalb ihrer Nationalstaaten leben müssen bzw. im Fall der Slowaken, dass sie die Verwaltung ihrer Angelegenheiten nicht in die eigenen Hände nehmen dürfen.“
Die faktische Folge habe aber zum genauen Gegenteil von dem geführt, was die Tschechen davon erwartet hätten. Denn die Instabilität und Ungewissheit des neuen Staatsgebildes habe sich dadurch vergrößert, so dass „in der Stunde der Prüfung (...) sich alle annektierten Gruppen gegen dieses“ wandten und sein Verderben herbeiführten.
Diese Tendenzen zur Territoriumserweiterung waren bereits 1919 vom amerikanischen Diplomaten Hugh S. Gibson (1883–1954) registriert worden, als er notierte:
“(...) Of all the people whom we saw in the course of our journey, the Czechs deemed to have the most ability and common sense, the best organisation, and the best leaders. They seem, however, to have been seized lately with a strong attack of imperialism, and a desire to dominate central Europe. This was evident in frank conversations with President Masaryk, the Prime Minister, Dr. Karel Kramář, and many others (...).”
Die Historikerin Eva Hahn führte 1995 aus, dass sich Masaryk dessen bewusst war, „wie wichtig für die Tschechen und die Tschechoslowakei das Zusammenleben mit den Deutschen war“. Er habe den Deutschen aber auffallend wenig Aufmerksamkeit gewidmet. Daran sei er durch die Vorstellung von der Demokratie als Mehrheitsherrschaft gehindert worden. Eine ähnliche Vernachlässigung hätten die Slowaken erfahren. Václav Havel, der sich in der Tradition Masaryks stehen sieht, habe das fortgesetzt und nationale Stereotype hätten ihn daran gehindert, die Lösung der Slowaken aus dem gemeinsamen Staate zu verhindern. Er habe es nicht vermocht, „auf konkrete slowakische Beschwerden und Forderungen einzugehen, und mit seinen global-nationalisierenden Perspektiven verärgerte er die Slowaken eher, als dass er zum Abbau ihrer Abneigungen gegen den gemeinsamen Staat beitrug. So etwa, wenn er die Slowaken als im Vergleich zu den Tschechen ‚rückständig‘ bezeichnete“.
"

## Ausgaben
- T. G. Masaryk: Nová Evropa, stanovisko slovanské. Prag : Dubský, 1920
  - T. G. Masaryk: The new Europe: the Slav standpoint. London, 1918
  - T. G. Masaryk: The new Europe: the Slav standpoint. Washington, 1918
  - T. G. Masaryk: L'Europe nouvelle. Imprimé comme manuscrit. Paris : Impr. Slave, 1918
  - T. G. Masaryk: Das neue Europa : der slavische Standpunkt. Autorisierte Übertragung aus dem Tschechischen von Emil Saudek. Berlin : C.A. Schwetschke & Sohn, 1922
  - Tomáš G. Masaryk: Nowa Europa : Słowjanske stojnišćo. Übersetzung Jurij Wićaz. Bautzen : Nakładom Serbomila Tuchoŕskeho, 1922